# La visitación (El Greco)
La visitación  es una obra del Greco, realizada en 1609 durante su último período toledano. Se conserva en Dumbarton Oaks de Washington D. C..

## Análisis
Isabel de Oballe fundó la capilla de la iglesia de San Vicente de Toledo que lleva su nombre. Al cretense se le encargó realizar «una ystoria de la uisitación de santa Isabel por ser el nombre de la fundadora, para lo que se a de fixar un zírculo adornado con su cornisa a la manera que está en Illescas». Se culminó en 1613.
La Virgen María y su prima santa Isabel se encuentran frente a una puerta manierista, simple y monumental. A la derecha se presagia el destino de sus hijos: Cristo crucificado y san Juan Bautista degollado. La pincelada es muy fuerte, según el canon tradicional de la escuela veneciana, mientras que las tonalidades convierten esta obra en un conjunto de sublime delicadeza.